# V. S. Ramadevi
V. S. Ramadevi (Telugu: వి. ఎస్. రమాదేవి; * 15. Januar 1934 in Chebrolu, Andhra Pradesh; † 17. April 2013 in Bangalore, Karnataka) war eine indische Politikerin.

## Leben
Ramadevi absolvierte ihre Ausbildung in Eluru und Hyderabad. Sie studierte Rechtswissenschaft und erlangte einen LL.M.- und einen M.A.-Abschluss. Danach war sie zunächst als Rechtsanwältin am Andhra Pradesh High Court registriert und ging dann in den Staatsdienst. Nach Jahren im Justizbereich war sie im Jahre 1990 kurze Zeit Vorsitzende der indischen Wahlkommission. Vom 1. Juli 1993 bis 25. Juli 1997 war sie Generalsekretärin der Rajya Sabha. Sie bekleidete vom 26. Juli 1997 bis 1. Dezember 1999 das Amt des Gouverneurs von Himachal Pradesh und vom 2. Dezember 1999 bis 20. August 2002 des Gouverneurs von Karnataka.
Ramadevi verstarb am 17. April 2013 in Bangalore.